# Islas Los Tortuguillos
Las islas Los Tortuguillos (también conocidas como islas Las Tortuguillas o cayos Los Tortuguillos) son un par de islas localizadas en el mar Caribe, que forman parte administrativamente de las Dependencias Federales de Venezuela, en concreto de la Dependencia Federal Isla de la Tortuga, de la que también forman parte cayo Herradura y el arrecife o isla de los Palanquines.

## Ubicación
Las 2 pequeñas islas que pertenecen a las Pequeñas Antillas están a pocos kilómetros al norte de la isla más grande e importante del área llamada isla La Tortuga, al sureste del mar Caribe, y noreste del estado Miranda en Venezuela.

## Islas integrantes
El grupo de islas conocido como los Tortuguillos está formado básicamente por 2 islotes cercanos rodeados de aguas bajas y cristalinas:
- Isla Tortugillo del Este.
- Isla Tortuguillo del Oeste

En uno de ellos se encuentra una pequeña salina natural que es aprovechada en algunos meses del año por pescadores venezolanos, también existe una piscina natural, rodeada por arrecifes coralinos y arena de playa.

## Turismo
Las islas Los Tortuguillos son uno de los destinos turísticos más populares de los que integran la Dependencia Federal Isla de La Tortuga, sus hermosas playas de blancas arenas y aguas de azul turquesa atraen a cientos de turistas e investigadores todos los años.
Se puede acceder a estas islas partiendo desde la localidad mirandina de Higuerote.